# Danny Sullivan
Danny Sullivan, ameriški dirkač Formule 1, *9. marec 1950, Louisville, Kentucky, ZDA.
Danny Sullivan je upokojeni ameriški dirkač Formule 1. Debitiral je v sezoni 1983, ko je kot najboljši rezultat in edino uvrstitev med dobitnike točk dosegel peto mesto na peti dirki sezone za Veliko nagrado Monaka. Blizu uvrstitvi v točke je bil tudi na zadnji dirki sezone za Veliko nagrado Južne Afrike, kjer je zasedel sedmo mesto. Za tem ni nikoli več dirkal v Formuli 1, je pa leta 1985 dobil dirko Indianapolis 500, v sezoni 1988 pa je postal prvak serije CART.

## Popolni rezultati Formule 1
(legenda) (odebeljene dirke pomenijo najboljši štartni položaj, poševne pa najhitrejši krog, †-uvrščen kljub odstopu)
| Leto | Moštvo                | Šasija      | Motor       | 1      | 2      | 3       | 4       | 5     | 6      | 7        | 8       | 9     | 10     | 11      | 12      | 13      | 14     | 15    | Prv | Toč |
| ---- | --------------------- | ----------- | ----------- | ------ | ------ | ------- | ------- | ----- | ------ | -------- | ------- | ----- | ------ | ------- | ------- | ------- | ------ | ----- | --- | --- |
| 1983 | Benetton Tyrrell Team | Tyrrell 011 | Cosworth V8 | BRA 11 | ZZDA 8 | FRA Ret | SMR Ret | MON 5 | BEL 12 | VZDA Ret | KAN DSQ | VB 14 | NEM 12 | AVT Ret | NIZ Ret | ITA Ret |        |       | 17. | 2   |
| 1983 | Benetton Tyrrell Team | Tyrrell 012 | Cosworth V8 |        |        |         |         |       |        |          |         |       |        |         |         |         | EU Ret | JAR 7 | 17. | 2   |